# Matriz em bloco
Uma matriz composta por blocos consiste em uma matriz cujos elementos matriciais são também matrizes. Denominam-se blocos estas "submatrizes".

## Exemplo
Considere a matriz
{\displaystyle \mathbf {A} ={\begin{pmatrix}1&1&2&2\\1&1&2&2\\3&3&4&4\\3&3&4&4\end{pmatrix}}.}
Esta matriz pode ser particionada em quatro blocos de matrizes quadradas de ordem 2:
{\displaystyle \mathbf {A} _{11}={\begin{pmatrix}1&1\\1&1\end{pmatrix}},\mathbf {A} _{12}={\begin{pmatrix}2&2\\2&2\end{pmatrix}},\mathbf {A} _{21}={\begin{pmatrix}3&3\\3&3\end{pmatrix}},\mathbf {A} _{22}={\begin{pmatrix}4&4\\4&4\end{pmatrix}},}
de maneira que a matriz {\displaystyle \mathbf {A} } pode ser escrita como
{\displaystyle \mathbf {A} ={\begin{pmatrix}\mathbf {A} _{11}&\mathbf {A} _{12}\\\mathbf {A} _{21}&\mathbf {A} _{22}.\end{pmatrix}}}

## Determinante de Matrizes por Blocos
Expressão para o determinante

## Matrizes diagonais
Diagonais por blocos; determinante e autovalores de matrizes diagonais por blocos.

## Matrizes triangulares e tridiagonais
Triangulares; determinante e autovalores.

## Aplicações
De maneira geral, áreas que utilizam da Álgebra Linear frequentemente empregam conceitos como a de matrizes por blocos. Em especial, na Teoria de Sistemas Dinâmicos, a definição e suas propriedades são amplamente utilizadas.